# Nicolas Rouppe
Nicolas Jean Rouppe, né et baptisé le 17 avril 1768 à Rotterdam et mort le 3 août 1838 à Bruxelles, est un homme politique belge d'origine néerlandaise et de tendance libérale. Il est le premier bourgmestre de Bruxelles de la Belgique indépendante.

## Biographie
Nicolas Jean Rouppe, né à Rotterdam le 17 avril 1768, est le second des douze enfants de Louis Rouppe (1728-1815), docteur en médecine à Rotterdam et d'Angelina Kocks (1744-1820), mariés à Rotterdam le 19 février 1764. Il est licencié en arts de l'académie de Douai le 27 juin 1789.
Sous-diacre de l'ordre des Carmes, il abandonne la religion au lendemain de la bataille de Jemappes (1794). Cette année-là, il fait scandale en brisant le crucifix qui se trouvait depuis des siècles dans l'entrée de l'hôtel de ville de Louvain. Le 21 janvier 1797, commissaire du département de la Dyle, il célèbre l'anniversaire de l'exécution de Louis XVI. Il exerce brièvement les fonctions de maire de Bruxelles de 1800 à 1802. Le 6 avril 1802, il reçoit un ordre d'exil l'éloignant de trente lieues de Bruxelles et de Paris. 
Le 21 juillet 1803, il accueille Napoléon Bonaparte au château de Laeken. De 1830 à 1838, il exerce le mandat de bourgmestre de Bruxelles. Il est également élu membre du Congrès national, puis député. 
En tant que bourgmestre, le 21 juillet 1831, il accueille Léopold Ier dans le même château de Laeken. En 1834, alors que des émeutes éclatent dans Bruxelles à la suite de la publication de la liste des donateurs pour le rachat des biens belges de Guillaume Ier des Pays-Bas, sa police est incapable de rétablir l'ordre et il doit faire appel à l'aide du gouvernement. Il participe vers la même époque à la création de l'Université libre de Bruxelles. Il fut également membre du conseil supérieur de l'École centrale du commerce et de l'industrie.
Nicolas Rouppe est mort célibataire à Bruxelles, en son domicile à la rue du Pont Neuf, le 3 août 1838. Il est inhumé au cimetière de Laeken.

## Parcours maçonnique
En mai 1796, il devient membre de la loge maçonnique les Vrais Amis de l'Union. 
Le 17 février 1798, Nicolas Jean Rouppe se joint aux onze officiers ou fonctionnaires français attachés à des établissements militaires, et quatre bourgeois de la ville afin d'installer la « loge militaire des amis philanthropes permanente à l'Orient de Bruxelles » pour continuer les travaux que l'atelier ambulant « laissait en souffrance par son départ ».

## Hommage
La place Rouppe à Bruxelles est baptisée en son honneur.

## Honneurs
- Officier de l'Ordre de Léopold
- Croix de fer (Belgique)